# 斯坦福德 (印第安納州)
斯坦福德（英語：Stanford）是位於美國印地安納州門羅縣的一個非建制地區。該地的面積和人口皆未知。